# Angutit Inersimasut GM
L'Angutit Inersimasut GM, noto per ragioni di sponsorizzazione come GrønlandsBANKEN GM, è la massima competizione calcistica della Groenlandia creata nel 1954. Dal 1971 è organizzata dalla federazione calcistica della Groenlandia.
La squadra più titolata è il B-67, vincitrice di 15 titoli, 5 dei quali consecutivi. L'attuale detentrice del titolo, conquistato nel 2024, è la B-67.
Il campionato è strutturato in tre fasi. La prima fase è a livello locale; i vincitori di questa fase disputano dei tornei regionali ed infine i primi e secondi classificati di questi tornei disputano la terza fase, che decide il vincitore del campionato. Nel 2020 per la prima volta nella sua storia il Campionato di calcio è stato annullato dal governo per il contenimento della pandemia di COVID-19. Anche nel 2021 il governo ha deciso di annullare la competizione per l'aggravarsi della situazione pandemica in alcune aree del paese.

## Statistiche

### Maggior numero di titoli consecutivi
| Club                           | Titoli Consecutivi | Anni                             |
| ------------------------------ | ------------------ | -------------------------------- |
| B-67 Nuuk                      | 5                  | 2012, 2013, 2014, 2015, 2016     |
| Nagdlunguaq-48                 | 3                  | 1982, 1983, 1984                 |
| Nagdlunguaq-48                 | 2                  | 1977, 1978 2000, 2001 2006, 2007 |
| Kissaviarsuk-33                | 2                  | 1987, 1988                       |
| Nuuk IL                        | 2                  | 1985, 1986                       |
| Grønlands Seminarius Sportklub | 2                  | 1972, 1973                       |
| Tupilak-41                     | 2                  | 1970, 1971                       |
| B-67 Nuuk                      | 2                  | 2023, 2024                       |

### Anni dall'ultimo titolo
| Squadra                        | Anno ultimo titolo | Tempo passato |
| ------------------------------ | ------------------ | ------------- |
| B-67                           | 2024               | 0 anni        |
| Nagdlunguaq-48                 | 2022               | 2 anni        |
| Kissaviarsuk-33                | 2003               | 21 anni       |
| Nuuk IL                        | 1997               | 27 anni       |
| Grønlands Seminarius Sportklub | 1976               | 48 anni       |
| Tupilak-41                     | 1971               | 53 anni       |
| Kugsak-45                      | 2002               | 22 anni       |
| G-44                           | 2011               | 13 anni       |
| Nanok-50                       | 1960               | 64 anni       |
| Siumut Amerdlok Kunuk          | 1974               | 50 anni       |
| CIF-70                         | 1979               | 45 anni       |
| Kagssagssuk                    | 1989               | 35 anni       |
| Aqigssiaq                      | 1992               | 32 anni       |
| FC Malamuk                     | 2004               | 20 anni       |
| Inuit Timersoqatigiiffiat-79   | 2017               | 7 anni        |

## Titoli per squadra
| Club                           | Vittorie | Anni titoli conquistati                                                                  |
| ------------------------------ | -------- | ---------------------------------------------------------------------------------------- |
| B-67                           | 15       | 1993, 1994, 1996, 1999, 2005, 2008, 2010, 2012, 2013, 2014, 2015, 2016, 2018, 2023, 2024 |
| Nagdlunguaq-48                 | 12       | 1977, 1978, 1980, 1982, 1983, 1984, 2000, 2001, 2006, 2007, 2019, 2022                   |
| Kissaviarsuk-33                | 8        | 1964, 1967, 1969, 1987, 1988, 1991, 1998, 2003                                           |
| Nuuk IL                        | 6        | 1955, 1981, 1985, 1986, 1990, 1997                                                       |
| Grønlands Seminarius Sportklub | 5        | 1958, 1972, 1973, 1975, 1976                                                             |
| Tupilak-41                     | 3        | 1968, 1970, 1971                                                                         |
| Kugsak-45                      | 2        | 1995, 2002                                                                               |
| G-44                           | 2        | 2009, 2011                                                                               |
| Nanok-50                       | 1        | 1960                                                                                     |
| Siumut Amerdlok Kunuk          | 1        | 1974                                                                                     |
| CIF-70                         | 1        | 1979                                                                                     |
| Kagssagssuk                    | 1        | 1989                                                                                     |
| Aqigssiaq                      | 1        | 1992                                                                                     |
| FC Malamuk                     | 1        | 2004                                                                                     |
| Inuit Timersoqatigiiffiat-79   | 1        | 2017                                                                                     |

## Albo d'oro
- 1954-1955:  Nuuk IL (1º)
- 1958:  GSS Nuuk (1º)
- 1959-1960:  Nanok-50 (1º)
- 1963-1964:  K-33 (1º)
- 1966-1967:  K-33 (2º)
- 1967-1968:  Tupilak-41 (1º)
- 1969:  K-33 (3º)
- 1970:  Tupilak-41 (2º)
- 1971:  Tupilak-41 (3º)
- 1972:  GSS Nuuk (2º)
- 1973:  GSS Nuuk (3º)
- 1974:  Siumut Amerdlok Kunuk (1º)
- 1975:  GSS Nuuk (4º)
- 1976:  GSS Nuuk (5º)
- 1977:  Nagdlunguaq-48 (1º)
- 1978:  Nagdlunguaq-48 (2º)
- 1979:  CIF-70 (1º)
- 1980:  Nagdlunguaq-48 (3º)
- 1981:  Nuuk IL (2º)
- 1982:  Nagdlunguaq-48 (4º)
- 1983:  Nagdlunguaq-48 (5º)
- 1984:  Nagdlunguaq-48 (6º)
- 1985:  Nuuk IL (3º)
- 1986:  Nuuk IL (4º)
- 1987:  K-33 (4º)
- 1988:  K-33 (5º)
- 1989:  Kagssagssuk (1º)
- 1990:  Nuuk IL (6º)
- 1991:  K-33 (6º)
- 1992:  Aqigssiaq (1º)
- 1993:  B-67 (1º)
- 1994:  B-67 (2º)
- 1995:  Kugsak-45 (1º)
- 1996:  B-67 (3º)
- 1997:  Nuuk IL (6º)
- 1998:  K-33 (7º)
- 1999:  B-67 (4º)
- 2000:  Nagdlunguaq-48 (7º)
- 2001:  Nagdlunguaq-48 (8º)
- 2002:  Kugsak-45 (2º)
- 2003:  K-33 (8º)
- 2004:  FC Malamuk (1º)
- 2005:  B-67 (5º)
- 2006:  Nagdlunguaq-48 (9º)
- 2007:  Nagdlunguaq-48 (10º)
- 2008:  B-67 (6º)
- 2009:  G-44 (1º)
- 2010:  B-67 (7º)
- 2011:  G-44 (2º)
- 2012:  B-67 (8º)
- 2013:  B-67 (9º)
- 2014:  B-67 (10º)
- 2015:  B-67 (11º)
- 2016:  B-67 (12º)
- 2017:  IT-79 (1º)
- 2018:  B-67 (13º)
- 2019:  Nagdlunguaq-48 (11º)
- 2020: Annullato causa pandemia di COVID-19
- 2021: Annullato causa pandemia di COVID-19
- 2022:  Nagdlunguaq-48 (12º)
- 2023:  B-67 (14°)
- 2024:  B-67 (15°)

## Women Angutit Inersimasut GM
Dal 1987 viene disputato, insieme al campionato maschile, il campionato femminile di calcio, col nome di Women Angutit Inersimasut GM, noto per ragioni di sponsorizzazione come Women GrønlandsBANKEN GM. La squadra campione in carica al 2019 è la Grønlands Seminarius Sportklub, mentre quella più titolata è invece la I-69, vincitrice di 13 titoli, 6 dei quali consecutivi tra il 1995 e il 2000. Un torneo di "prova" venne disputato nel 1986 dove la squadra del Kissaviarsuk-33 si impose per 1 a 0 sulle giocatrici della UB-68, tuttavia il titolo non è riconosciuto dalla federazione. 
Nel 2022 l'intero movimento calcistico femminile attraversa una profonda crisi: dopo due stagioni di stop a causa della pandemia di COVID-19, la KAK non ha registrato i numeri necessari per organizzare il campionato per la mancanza di squadre iscritte, che erano soltanto 3 (GSS Nuuk, N-48 Ilulissat e Nuuk IL). Dopo questo evento, la Federazione cerca di mantenere ancora in vita il calcio femminile groenlandese prevedendo riforme strutturali.
Nel 2024, la competizione è ricominciata dopo ben quattro anni di stop, anche se le partite si sono giocate tra squadre di 9 giocatrici

### Titoli per squadra
| Club           | Vittorie | Anni titoli conquistati                                                      |
| -------------- | -------- | ---------------------------------------------------------------------------- |
| I-69           | 13       | 1995, 1996, 1997, 1998, 1999, 2000, 2003, 2006, 2008, 2010, 2013, 2014, 2016 |
| Nuuk IL        | 11       | 2001, 2002, 2004, 2005, 2007, 2009, 2011, 2012, 2015, 2017, 2024             |
| FC Malamuk     | 3        | 1987, 1988, 1989                                                             |
| GSS Nuuk       | 2        | 2018, 2019                                                                   |
| Nagdlunguaq-48 | 2        | 1991, 1993                                                                   |
| Disko-76       | 1        | 1994                                                                         |
| S-68           | 1        | 1992                                                                         |
| UB-83          | 1        | 1990                                                                         |

### Albo d'oro
- 1987:  FC Malamuk (1º)
- 1988:  FC Malamuk (2º)
- 1989:  FC Malamuk (3º)
- 1990:  UB-83 (1º)
- 1991:  Nagdlunguaq-48 (1º)
- 1992:  S-68 (1º)
- 1993:  Nagdlunguaq-48 (2º)
- 1994:  Disko-76 (1º)
- 1995:  I-69 (1º)
- 1996:  I-69 (2º)
- 1997:  I-69 (3º)
- 1998:  I-69 (4º)
- 1999:  I-69 (5º)
- 2000:  I-69 (6º)
- 2001:  Nuuk IL (1º)
- 2002:  Nuuk IL (2º)
- 2003:  I-69 (7º)
- 2004:  Nuuk IL (3º)
- 2005:  Nuuk IL (4º)
- 2006:  I-69 (8º)
- 2007:  Nuuk IL (5º)
- 2008:  I-69 (9º)
- 2009:  Nuuk IL (6º)
- 2010:  I-69 (10º)
- 2011:  Nuuk IL (7º)
- 2012:  Nuuk IL (8º)
- 2013:  I-69 (11º)
- 2014:  I-69 (12º)
- 2015:  Nuuk IL (9º)
- 2016:  I-69 (13º)
- 2017:  Nuuk IL (10º)
- 2018:  GSS Nuuk (1º)
- 2019:  GSS Nuuk (2º)
- 2020: Annullato causa pandemia di COVID-19
- 2021: Annullato causa pandemia di COVID-19
- 2022: Annullato per mancanza di iscritti
- 2023: Annullato per mancanza di iscritti
- 2024:  Nuuk IL (11º)